# Diocese de Campo Limpo
A Diocese de Campo Limpo (Dioecesis Campi Limpidi) é uma divisão territorial da Igreja Católica no estado de São Paulo. Foi criada em 15 de março de 1989 por bula “Com o Beneplácito de Deus”, do Papa João Paulo II.
A diocese abrange vários bairros localizados nas porções sul e oeste do município de São Paulo, tais como Campo Limpo, Butantã, Morumbi, Jardim São Luís, Capão Redondo, Jardim Ângela, etc., além dos municípios de Embu das Artes, Embu-Guaçu, Itapecerica da Serra, Juquitiba, São Lourenço da Serra e Taboão da Serra.
O seu primeiro bispo foi Dom Emilio Pignoli, que governou a diocese de 1989 até 2008. Dom Luís Antônio Guedes foi o bispo diocesano de julho de 2008 a setembro de 2022. Em 14 de setembro de 2022, Dom Valdir José de Castro foi nomeado bispo e foi ordenado em 26 de novembro de 2022.

## Divisão territorial
A Diocese de Campo Limpo possui 110 paróquias. São 201 padres entre seculares e religiosos e 25 diáconos permanentes.

## Prelados
|        | Nome                          | Período    | Notas         |
| Bispos | Bispos                        | Bispos     | Bispos        |
| ------ | ----------------------------- | ---------- | ------------- |
| 3º     | Valdir José de Castro, S.S.P. | 2022–atual |               |
| 2º     | Luís Antônio Guedes           | 2008–2022  | Bispo emérito |
| 1º     | Emilio Pignoli                | 1989–2008  | Bispo emérito |